# 21616 Ґуаґілфорд
21616 Ґуаґілфорд (21616 Guhagilford) — астероїд головного поясу, відкритий 12 травня 1999 року.
Тіссеранів параметр щодо Юпітера — 3,534.